# 4317 Ґарібальді
4317 Ґарібальді (4317 Garibaldi) — астероїд головного поясу, відкритий 19 лютого 1980 року.
Тіссеранів параметр щодо Юпітера — 3,007.